# Fægtning under sommer-OL 2016 – Hold med fleuret (herrer)
Mændenes hold med fleuret under sommer-OL 2016 i Rio de Janeiro fandt sted 12. august 2016 på Carioca Arena 3.

## Oversigt
Alle tider er brasiliansk tid (UTC−3)
| Dato                   | Tid   | Runde             |
| ---------------------- | ----- | ----------------- |
| Fredag 12. august 2016 | 9:00  | Kvartfinaler      |
| Fredag 12. august 2016 | 10:30 | Placering 5-8     |
| Fredag 12. august 2016 | 12:00 | Semifinaler       |
| Fredag 12. august 2016 | 13:15 | 5.Plads           |
| Fredag 12. august 2016 | 13:15 | 7.plads           |
| Fredag 12. august 2016 | 17:00 | Bronzemedaljekamp |
| Fredag 12. august 2016 | 18:30 | Finale            |

## Placering
| Placering | Hold           | Atlet                                                                 |
| --------- | -------------- | --------------------------------------------------------------------- |
| 1         | Rusland        | Timur Safin Aleksey Cheremisinov Artur Akhmatkhuzin                   |
| 2         | Frankrig       | Enzo Lefort Jérémy Cadot Erwann Le Péchoux Jean-Paul Tony Helissey    |
| 3         | USA            | Gerek Meinhardt Alexander Massialas Miles Chamley-Watson Race Imboden |
| 4         | Italien        | Giorgio Avola Daniele Garozzo Andrea Baldini Andrea Cassarà           |
| 5         | Kina           | Chen Haiwei Lei Sheng Ma Jianfei Shi Jialuo                           |
| 6         | Storbritannien | Marcus Mepstead Laurence Halsted James-Andrew Davis Richard Kruse     |
| 7         | Egypten        | Tarek Ayad Alaaeldin Abouelkassem Mohamed Essam Mohamed Hamza         |
| 8         | Brasilien      | Henrique Marques Guilherme Toldo Ghislain Perrier Fernando Scavasin   |